# ペンブルック・カレッジ
ペンブルック・カレッジ（Pembroke College）は、イギリスにあるケンブリッジ大学のカレッジの一つ。31のカレッジの中で3番目に歴史がある。

## 歴史
2代ペンブルック伯エイマー・ド・ヴァランス（1275年ごろ - 1324年）の妻であったマリー・ド・シャティヨンが夫の死後、1347年に設立したマリー・ヴァランス・ホールが前身。その後、ペンブルック・ホールと名前を変え、1856年からペンブルック・カレッジとなった。

## ノーベル賞受賞者（卒業生及び所属研究者）
- ウィリアム・ファウラー：天文物理学者、ノーベル物理学賞受賞者
- ロドニー・ロバート・ポーター：生化学者、ノーベル生理学・医学賞受賞者
- ジョン・サルストン：生物学者、ノーベル生理学・医学賞受賞者